# Кіпр (острів)
Кіпр (грец. Κύπρος, тур. Kıbrıs, англ. Cyprus) — третій за площею і третій за населенням острів у Середземному морі. Географічно належить до Азії. Кіпр розташований в східній частині Середземномор'я на відстані 380 км від Єгипту, 105 км від Сирії та 75 км від Туреччини.

## Географія
Острів простягнувся на 240 км зі сходу на захід, а в ширину досягає 100 км з півночі на південь. Площа — 9251 км².
Фактично острів розділено між 3 державами: 36 % території контролює частково визнана держава Турецька Республіка Північного Кіпру, 3,7 % — ООН (буферна область), 2,7 % — Велика Британія (військові бази Акротирі та Декелія), решта 57,6 % — Республіка Кіпр.

### Рельєф
Велика частина острова зайнята горами. Вздовж північного берега в широтному напрямку тягнеться гірський ланцюг Кіренія. Ширина в західній частині — 15 км, на схід вона розширюється до 25-30 км. Західна частина хребта Кіренія вища; окремі вершини перевищують 1 тис. м. Найвища точка хребта — гора Акроманда (1023 м). Південно-західна половина острова зайнята широким гірським масивом Троодос, порізаним поздовжніми річковими долинами. Найвища його північна частина, тут знаходиться і найвища точка Кіпру — гора Олімбос (1952 м).

### Клімат
Середні температури  на Кіпрі:
| Пора року | Середня температура вдень | Середня температура вночі |
| --------- | ------------------------- | ------------------------- |
| Зима      | 10—20 °C                  | 5—12 °C                   |
| Весна     | 20—30 °C                  | 15—20 °C                  |
| Літо      | 25—40 °C                  | 25—35 °C                  |
| Осінь     | 15—30 °C                  | 10—20 °C                  |

### Рослинність та тваринний світ
Тваринний світ  Кіпру не відрізняється  багатством та різноманітністю видів. Серед рідкісних  тварин острова особливо цікавим є ендемічний кіпрський гірський баран — муфлон, який мешкає в горах Троодоса і в лісистому районі Пафосу. В останні роки полювання на нього заборонено урядом. У лісовій зоні гір водяться лисиці та зайці. На низовинах по узбережжю і на схилах гір багато різних видів ящірок, черепах та змій. Особливо багато їх в руїнах стародавніх міст — Саламіса, Пафоса та ін. В лісових заростях біля узбережжя зустрічається хамелеон. Багато на Кіпрі земноводних, особливо древесних жаб.

## Історія

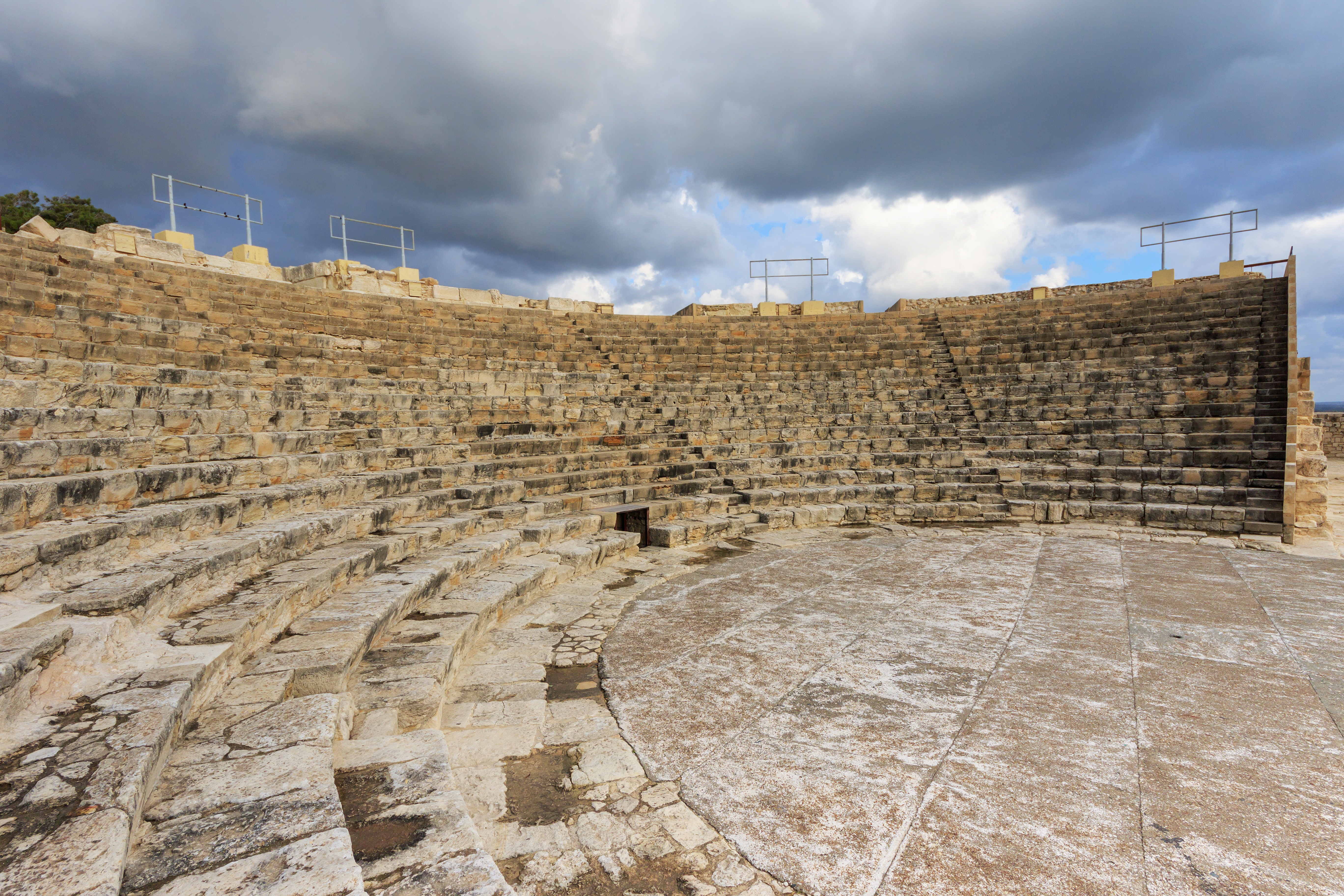
Римський театр

Перші сліди цивілізації на Кіпрі належать до епохи неоліту, 8000 р. до н. е.., і мають вік понад 9000 років. Є на острові сліди кам'яної, мідної та бронзової доби аж до кінця другого тисячоліття до н. е. Важливий етап в історії Кіпру — заселення острова давньогрецькими колоністами в XII—XI ст. до н. е., приблизно 3000 років тому по закінченні періоду Троянських воєн. Саме це і визначило культурне обличчя острова. У цей період були привнесені грецька мова, мистецтво, релігія та традиції. Крім того, були закладені міста, які існують і донині.
У давнину Кіпр славився своїми міднорудними родовищами та лісами. Саме це робило його об'єктом спрямування потужних держав Середземномор'я. Ассирійці, єгиптяни, перси по черзі захоплювали острів і володіли ним, поки його у 333 р. до н. е. не завоював Олександр Македонський. Прославив Кіпр учень Птолемея — філософ Зенон із Кітіона, що заснував в Афінах філософську школу стоїцизму.

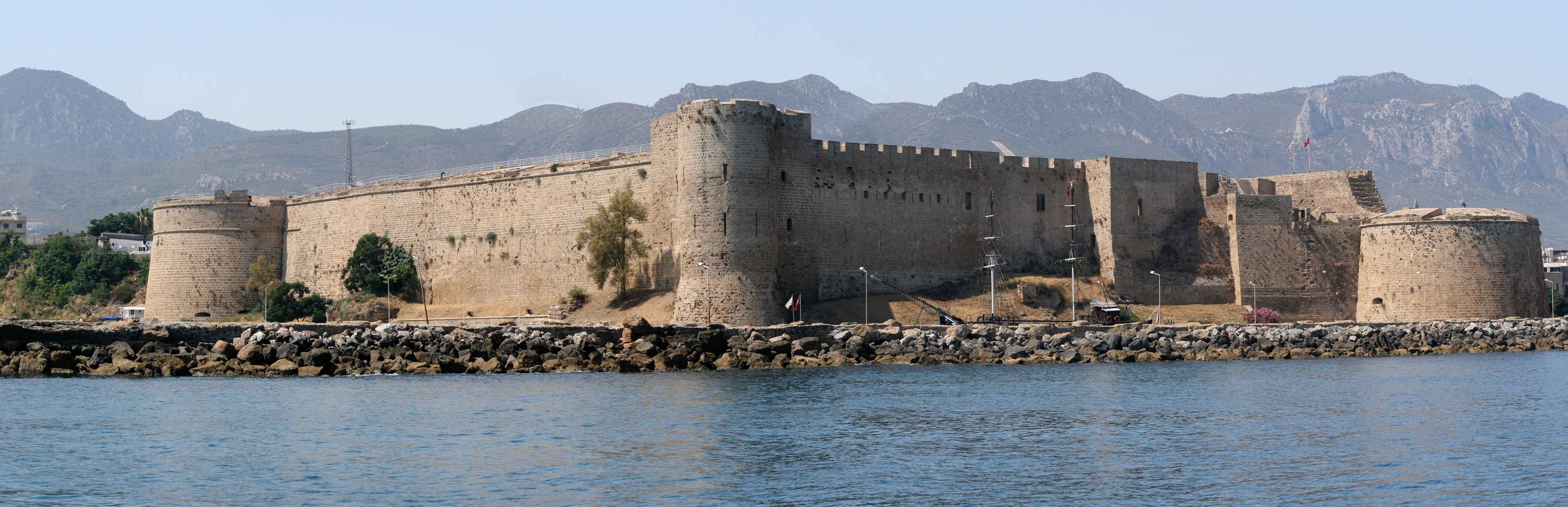
Кіренійський замок

Кіпр входив до складу Римської імперії з 58 р. до н. е. до 330 р. н. е. Цей період дуже важливий з точки зору християнства, тому що саме тоді апостол Павло й уродженець Кіпру апостол Варнава здійснювали свої місіонерські подорожі, завдяки чому був звернений  до християнської віри римський проконсул острова. Так Кіпр став першою у світі країною, керованою християнами, а самі кіпріоти — першими християнами Європи.
Після розпаду Римської імперії Кіпр вступив в «блискучу» епоху Візантії — споруджуються красиві храми і закладаються відомі на весь світ монастирі.
У 1191 році Річард Левове Серце на своєму шляху у Святу Землю захоплює Кіпр і продає його лицарському Ордену Тамплієрів. А Орден Тамплієрів, своєю чергою, продав острів франкійському королю Єрусалима Гі де Лузіньяну. Коріння сім'ї Лузіньянів починаються з містечка Пуатьє у Франції. Ця сім'я засновує на Кіпрі католицьке королівство і володіє островом протягом трьохсот років. Однак остання королева з династії Лузіньянів була змушена після смерті чоловіка поступитися правами на острів венеційцям. В 1489—1571 роках Кіпр був використаний венеційцями як бастіон проти османів для захисту своїх комерційних і стратегічних інтересів.
У 1570 році 60-тисячна турецька армія захопила Кіпр і влаштувала різанину грецьких і вірменських християн. До 1914 року Кіпр входив до складу Османської імперії. Зв'язки Кіпру з Європою були перервані, а західна духовність вигнана. Але в цей час грецька православна церква повернула собі незалежність.
Коли в 1869 році був відкритий Суецький канал, стратегічне значення Кіпру зросло, оскільки у цьому випадку велика Британія могла контролювати морський шлях в Індію. У 1878 році у рамках минулої в Берліні конференції Велика Британія підтримала інтереси Туреччини, тому пізніше було підписано таємну угоду з Туреччиною про передачу правління острова Велика Британія, а в 1925 році Кіпр був оголошений колонією британської корони. В 1960 році в результаті чотирирічної визвольної війни Кіпр став незалежною республікою.
У справи Кіпру постійно втручалися Велика Британія, Туреччина і Греція. В 1963—1964 і 1967 роках на острові почались міжобщинні зіткнення між греками-кіпріотами і турками-кіпріотами. Проти законного уряду Кіпру в липні 1974 року грецькою військовою хунтою був організований переворот, що дало Туреччині привід для вторгнення на острів.
З 1964 року на острові знаходиться контингент миротворчих сил ООН з підтримання миру на Кіпрі, чисельність якого нині складає 1216 військовослужбовців. Сили ООН з підтримання миру прибули після того, як у грудні 1963 року відбулися збройні міжобщинні зіткнення, і з боку Туреччини виникла загроза інтервенції. Враховуючи, що на окупованій північній частині острова знаходиться 35-тисячна турецька армія, основне завдання миротворців — контролювати буферну зону і стежити за тим, щоб припинення вогню не порушилося.